# 日本ジュニアカーリング選手権大会
日本ジュニアカーリング選手権大会（にほんジュニアカーリングせんしゅけんたいかい）は、日本カーリング協会が主催するジュニアカーリングの全国大会。JOCジュニアオリンピックカップに指定されている。

## 歴史
第1回大会は、1993年3月に神奈川県の銀河アリーナで開催された。

## 出場資格
当該年6月30日時点において21歳未満であること。

## 大会方式

### 参加チーム
男女各8チーム (北海道ブロック3チーム、東北ブロック2チーム、関東・中部ブロック2チーム、開催地1チーム)。

### 競技方法
リーグ戦方式による予選と、上位4チームによるトーナメント戦で実施される。試合はすべて8エンド制で、各チームの持ち時間は30分、タイムアウトは1回。

## 歴代大会
| 回 | 日程                      | 会場                                       | 男子優勝                      | 女子優勝                     |
| -- | ------------------------- | ------------------------------------------ | ----------------------------- | ---------------------------- |
| 1  | 1993年3月11日 - 13日      | 銀河アリーナ                               | 池田高校 (北海道)             | ホワイトエンジェル (北海道)  |
| 2  | 1994年3月10日 - 12日      | 銀河アリーナ                               | アイスマン (北海道)           | シムソンズ (北海道)          |
| 3  | 1995年2月11日 - 13日      | 常呂カーリングホール                       | シューティングスター (北海道) | ホワイトエンジェル (北海道)  |
| 4  | 1996年2月11日 - 12日      | 常呂カーリングホール                       | アイスマン (北海道)           | シムソンズ (北海道)          |
| 5  | 1996年12月21日 - 23日     | 常呂カーリングホール                       | VICTORY (長野県)              | シムソンズ (北海道)          |
| 6  | 1997年12月21日 - 23日     | 常呂カーリングホール                       | アイスマン (北海道)           | シムソンズ (北海道)          |
| 7  | 1999年1月15日 - 17日      | スカップ軽井沢                             | VICTORY (長野県)              | シムソンズ (北海道)          |
| 8  | 2000年1月7日 - 9日        | 常呂カーリングホール                       | VICTORIOUS (長野県)           | 空知こざくら (北海道)        |
| 9  | 2001年1月12日 - 14日      | スカップ軽井沢                             | VICTORIOUS (長野県)           | 空知こざくら (北海道)        |
| 10 | 2002年1月11日 - 13日      | 青森県営スケート場                         | Knights (北海道)              | マリリンズ (北海道)          |
| 11 | 2003年1月9日 - 12日       | 常呂カーリングホール                       | AXE (長野県)                  | スーパーラバーズ (北海道)    |
| 12 | 2004年1月14日 - 18日      | スカップ軽井沢                             | Knights (北海道)              | スーパーラバーズ (北海道)    |
| 13 | 2005年1月17日 - 20日      | 青森市スポーツ会館カーリングホール         | チーム両角 (長野県)           | チーム掛川 (長野県)          |
| 14 | 2005年12月21日 - 25日     | 妹背牛町カーリングホール                   | SC軽井沢クラブ (長野県)       | 常呂 (北海道)                |
| 15 | 2006年12月6日 - 10日      | スカップ軽井沢                             | 軽井沢Jr. (長野県)            | 常呂 (北海道)                |
| 16 | 2007年12月5日 - 9日       | 青森市スポーツ会館カーリングホール         | 軽井沢Jr. (長野県)            | チーム北見 (北海道)          |
| 17 | 2008年11月20日 - 24日     | 青森市スポーツ会館カーリングホール         | 東京農業大学 (北海道)         | チーム北見 (北海道)          |
| 18 | 2009年12月2日 - 6日       | スカップ軽井沢                             | 軽井沢CC (長野県)             | 御代田ジュニア (長野県)      |
| 19 | 2010年12月1日 - 5日       | 北見市常呂町カーリングホール               | 軽井沢C.C (長野県)            | 札幌国際大学 (北海道)        |
| 20 | 2011年11月30日 - 12月4日  | スカップ軽井沢                             | 常呂倶楽部 (北海道)           | 札幌国際大学 (北海道)        |
| 21 | 2012年11月28日 - 12月2日  | 青森市スポーツ会館カーリングホール         | 長野CA (長野県)               | 札幌国際大学 (北海道)        |
| 22 | 2013年11月26日 - 12月1日  | アドヴィックス常呂カーリングホール         | 札幌学院大学 (北海道)         | 札幌学院大学 (北海道)        |
| 23 | 2014年12月3日 - 7日       | 妹背牛町カーリングホール                   | 北見工業大学 (北海道)         | 北海道大学 (北海道)          |
| 24 | 2015年11月24日 - 29日     | 軽井沢アイスパーク                         | チームにいの (北海道)         | 軽井沢ジュニア (長野県)      |
| 25 | 2016年11月22日 - 27日     | みちぎんドリームスタジアムカーリングホール | 札幌学院大学 (北海道)         | あおもりユース (青森県)      |
| 26 | 2017年11月21日 - 26日     | どうぎんカーリングスタジアム               | チームかまだ (北海道)         | 名寄ジュニアクラブ (北海道)  |
| 27 | 2018年11月20日 - 25日     | 軽井沢アイスパーク                         | チームかまだ (北海道)         | SC軽井沢クラブJr a (長野県)  |
| 28 | 2019年11月5日 - 10日      | 妹背牛町カーリングホール                   | 札幌国際大学 (北海道)         | SC軽井沢クラブJr. b (長野県) |
| 29 | 2020年11月17日 - 11月22日 | みちぎんドリームスタジアム                 | 札幌国際大学 (北海道)         | 札幌協会 (北海道)            |
| 30 | 2021年11月16日 - 11月21日 | どうぎんカーリングスタジアム               | 常呂ジュニア（北海道）        | SC軽井沢クラブJr. （長野県） |
| 31 | 2023年3月21日 - 3月26日   | 軽井沢アイスパーク                         | 札幌ジュニア（北海道）        | 札幌協会（北海道）           |
| 32 | 2024年3月19日 - 3月24日   | 妹背牛町カーリングホール                   | 常呂ジュニア（北海道）        | 札幌国際大学（北海道）       |